# جون هوفر
جون هوفر (بالإنجليزية: John Hoover)‏ هو لاعب كرة قاعدة أمريكي، ولد في 22 ديسمبر 1962 في فريسنو في الولايات المتحدة، وتوفي بنفس المكان في 8 يوليو 2014.

## وصلات خارجية
- جون هوفر على موقعبيزبول رفرنس.كوم (الدوري الرئيسي) (الإنجليزية)
- جون هوفر على موقع أوليمبيديا (الإنجليزية)